# Saline County, Kansas
Saline County är ett administrativt område i delstaten Kansas, USA, med 55 606 invånare. Den administrativa huvudorten (county seat) är Salina.

## Geografi
Enligt United States Census Bureau har countyt en total area på 1 868 km². 1 864 km² av den arean är land och 4 km² är vatten.

### Angränsande countyn
- Ottawa County - norr
- Dickinson County - öst
- Marion County - sydost
- McPherson County - söder
- Ellsworth County - väst
- Lincoln County - nordväst

### Orter

#### Inkorporerade orter
- Assaria
- Brookville
- Gypsum
- New Cambria
- Salina (huvudort)
- Smolan
- Solomon (delvis i Dickinson County)

#### Kommunfria områden
- Falun
- Kipp